# 파드득나물
파드득나물(Cryptotaenia japonica)은 한국·중국·북아메리카·일본 등지에 분포하는 여러해살이풀로 반디나물이라고도 한다. 봄과 가을에 긴 잎자루 끝에 3장의 작은 잎이 붙고, 뿌리 위에 난 잎이 다발로 나며, 여름에 꽃줄기가 50cm 정도 되면 줄기 끝에 흰색의 작은 꽃이 핀다. 주로 반음지에서 자라고 채소로서 재배된다.